# Feuerlauf

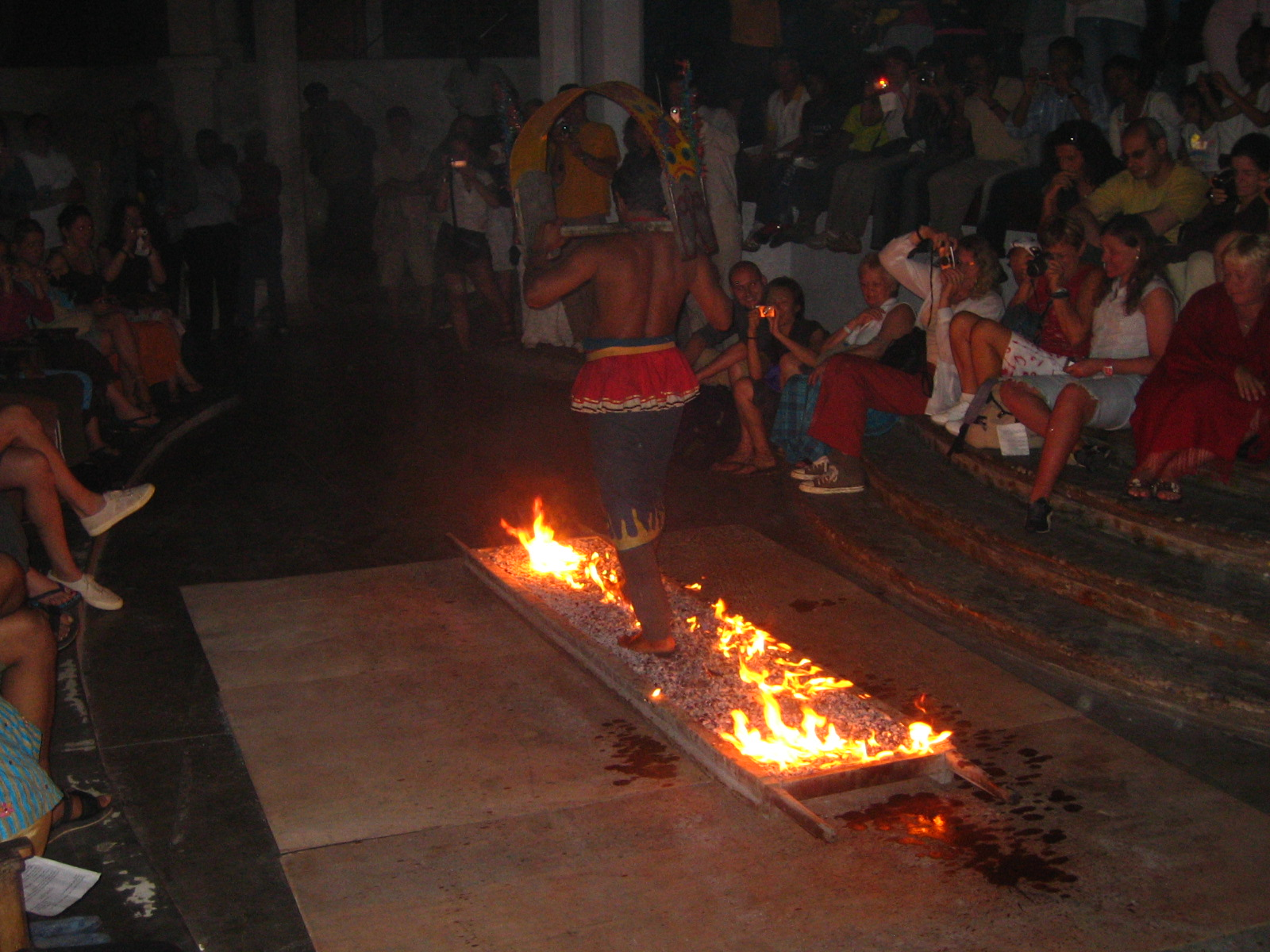
Feuerlauf in Sri Lanka

Beim Feuerlauf (auch Pyrovasie) laufen Teilnehmer (Feuerläufer) barfuß über einen Laufsteg aus glühenden Holzkohlestücken (gemessen wurden ca. 240 bis 450 °C) oder heißen Steinen (mit geringer Wärmekapazität). In Vorbereitung auf den Lauf versetzen sich rituelle Feuerläufer oft in einen Trancezustand. Feuerläufe werden heute vielfach auch im Rahmen von (kommerziellen) Motivations- und Selbsterfahrungslehrgängen durchgeführt.
Für das Jahr 2001 verzeichnet das Guinness-Buch der Rekorde einen Feuerlauf, bei dem 22 Menschen im Alter von 7 bis 80 Jahren einen Glutteppich von 111 Metern unversehrt überwanden. Dieser Weltrekord soll am 13. März 2003 in La Balmondière, in der Nähe von Mâcon (Frankreich), auf 222 Meter verbessert worden sein. Die 16 Teilnehmer sollen keine größeren Blessuren davongetragen haben.  Auch dieser Weltrekord wurde am 22. März 2003 in St. Lorenzen / Wechsel (Österreich) auf 250 Meter verbessert.
Trotz dieser Rekorde empfehlen erfahrene Feuerläufer jedoch, nicht länger als sieben Sekunden auf dem Kohlenbett zu verbringen. Die Füße sollten hierfür gut durchblutet, also bereits vor dem Feuerlauf möglichst warm sein. Ob die Füße vor einem Feuerlauf trockengerieben werden sollen, ist umstritten.
Auf der Fidschi-Insel Beqa (Mbengga) leiten sogenannte Feuerpriester dieses Ritual, an dem teilzunehmen Auszeichnung und Bewährungsprobe für die Auserwählten ist. Auch in Bereichen des orthodoxen Christentums, besonders auf dem südlichen Balkan (in Südostbulgarien und in Nordostgriechenland) ist das Feuerlaufritual seit alter Zeit bekannt. Heute wird es aber nur noch im Südosten Bulgariens in der Region Strandscha unter dem Namen Nestinarstwo vollzogen.

## Feuerlauf mit spiritueller Ausrichtung
Der Feuerlauf wird meist als Ritual durchgeführt und wird seit tausenden von Jahren von Naturvölkern und religiösen Gruppen auf allen Erdteilen praktiziert – regelmäßig mit Aussicht auf Heilung und spirituelles Wachstum. Als religiöse Zeremonie sind Feuerläufe vor allem auf dem indischen Subkontinent, auf der Malaiischen Halbinsel, in Japan, China, auf den Fidschi-Inseln, auf Tahiti, den Gesellschaftsinseln, Neuseeland, Mauritius, in Bulgarien und Spanien verbreitet.
In den letzten Jahrzehnten ist Feuerlaufen in der westlichen Kultur vermehrt publik geworden und wird in der alternativ-therapeutischen Szene auch kommerziell vermarktet.

## Psychologie des Feuerlaufs
Mystische Wundervorgänge als Basis des Feuerlaufs sowie übernatürliche Heil(s)wirkungen daraus gelten heute als widerlegt. Ein Resümee von Forschern laut SPIEGEL: „Ein schadloses Überqueren der Holzkohlenglut“ sei auch „ohne Vorbereitungszeremoniell, ohne jegliche psychophysische Ausnahmezustände, ohne Verknüpfung mit religiösen Glaubensinhalten“ und „barfuß in normaler Alltagsverfassung möglich“.
Dennoch gibt es Berichte von Teilnehmern, nach denen sich Feuerläufer erheblich verbrannt haben und daraufhin stationär im Krankenhaus behandelt wurden.

### Angst, Überwindung, Hineingehen
Rituelle Feuerläufer weisen gemäß wissenschaftlichen Untersuchungen regelmäßig eine besonders starke Affinität zu Angstthemen wie überdurchschnittliche Furchtsamkeit, Hysterie, leidvollen Krankheitserfahrungen, traumatischen und abergläubischen Rationalisierungsversuchen, Leichtgläubigkeit, Positivismus/Romantik, Beeindrucktsein (durch kleine und kleinste Entlastungserfahrungen) und dergleichen auf. Die Selektion rituell „zugelassener“ Feuerläufer selbst scheint hauptsächlich über dieses zentrale Thema Angst zu erfolgen. 
Da die Angst vor dem Feuer aufgrund üblicherweise schmerzhafter Kontakterfahrung tief verwurzelt ist, kann die Überwindung dieser (hier physikalisch irrationalen) Angst einen gewissen psychisch befreienden Effekt für nervöse Personen haben und so in manchen Fällen eine allgemein bessere Angstbewältigung ermöglichen. 
Die Gefahr von Verbrennungen ist physikalisch vermindert, wenn die Füße während der Kontaktzeit breiten, möglichst gleichmäßig verteilten Kontakt zur Kohle haben. Die natürliche Reaktion auf die Glut ist aber ein Widerstreben, also eher ein Gehen auf spitzen Füßen. So hat man durch ein dosiertes, akzeptierendes „Hineingehen in das Leid“ einen (für viele Lebenslagen typischen) Vorteil im Vergleich zu gewohnheitsmäßigen Vermeidungsreaktionen. Mit zunehmender Vertrautheit und „Baden in (dosierter) Gefahr“ mag so die Bereitschaft zum Erleiden und Erleben gefördert werden.

### Kult und Scheinwirklichkeiten
Regelmäßig führt der Kultaufbau um Phänomen und Ritual herum aber auch zum Aufbau von dauerhaften Ersatz- und Scheinwirklichkeiten mit falschen Selbsteinschätzungen. Diese Scheinwirklichkeiten sind durch einen Mindestgrad an Rest-Irrationalität, das heißt letztlich durch unzureichendes Verstehen der Prozesse gestützt. Testpersonen in wissenschaftlichen nichtkultischen Feuerlaufversuchen zeigten gewöhnliche Angst-, Spannungs-, Entspannungs- und Euphorie-Reaktionsmuster ohne pathologischen Rest – so wie es allgemein typisch ist für die Bewältigung von schwierigen Prüfungen.

### Gruppenritual
Die gemeinsame Erfahrung des Feuerlaufs in rituellem Umfeld – oft zusätzlich befördert durch gruppenspezifische abergläubische Vorstellungen (z. B. „Der Hl. Konstantin, die Ikonen und heiligen Tücher schützen uns.“) – können ein Zusammenschweißen der Gruppe bewirken, welche dann gegebenenfalls auch bei echten Problemen bereit ist, zusammen durch „dick und dünn“ zu gehen.

### Auswahl und Status
In der Regel werden Feuerlauf-Rituale durch Priester oder Zeremonienmeister (jüngst auch kommerziell) organisiert und geleitet, die dann nicht zuletzt durch Zugangsbeschränkungen zu dem „Wundereffekt“ und durch Auswahl geeigneter oder gewünschter Personen ihre willkürliche Macht nachhaltiger verwurzeln können – oft „erblich“ über Generationen hinweg. 
Die auserwählte Gruppe der Feuerläufer scheint trotz ihrer „mystischen“ Fundierung ein ausgeprägtes, gar korruptionsbereites Bewusstsein für die Gefährdung ihres Status durch Enthüllung und Profanierung zu haben. Karl Grammer dokumentiert z. B. einen Zwischenfall bei einem Anastenaridenfeuerlauf in Griechenland, bei dem plötzlich ein gewöhnlicher Zuschauer (unbeschadet) mit aufs Feuer lief, worauf einer der Feuerläufer diesen durch längeres Festhalten und dann durch „freundliches“ Reichen von glühender Kohle in die Hände und Zusammenpressen derselben zu verletzen versuchte (was weitgehend misslang). Es werden regelmäßig abschreckende Gerüchte verbreitet – etwa, dass Nichtinitierten nach einem Feuerlauf schwere Krankheiten und ein baldiger Tod drohe.

## Physikalische Erklärungsansätze (Versuche) des Feuerlaufens
Bei Motivations- und Selbsterfahrungslehrgängen wird oft behauptet, es gebe keine wissenschaftliche Erklärung für das Phänomen. Demnach sei Feuerlaufen nur möglich, wenn man sich meditativ vorbereitet habe und in Trance befände. Mitunter wird suggeriert, die Macht der Gedanken könne menschliches Gewebe hitzeresistent machen. Tatsächlich spielen psychologische Faktoren nur insoweit eine Rolle, als es darum geht, die Angst zu überwinden und die Glut schnell genug zu durchschreiten, damit keine Verbrennungen auftreten. Wenn sich trotzdem Verbrennungen 1. bis 3. Grades einstellen, hat das technische Ursachen. So beeinflussen die Art und Beschaffenheit des Brennstoffs, des Untergrundes und die Menge der Glut und die Dicke der Glutschicht den Ausgang. So lässt sich der Glutteppich in verschiedenen, sehr unterschiedlichen Arten präparieren, wobei Temperatur und abgestrahlte Wärmemenge und damit das Risiko von Verbrennungen sehr variieren können.

### Wärmekapazität und Wärmeleitfähigkeit
Wärmekapazität und Wärmeleitfähigkeit sind die beiden wichtigsten Faktoren, die ein Feuerlaufen ohne Verbrennungen ermöglichen. Holz und Kohle sind schlechte Wärmeleiter und haben eine geringe Wärmekapazität, ebenso die Asche, die die Glut umgibt (Kohlenstoff, der Hauptbestandteil von Kohle, hat eine Wärmekapazität von 710 J/kg K, aber aufgrund von Verunreinigungen schwankt der Wert für Kohle je nach Sorte). Deshalb kann Kohle Gegenstände, die sie berühren, nur langsam erhitzen, insbesondere Gegenstände aus Material mit hoher Wärmekapazität und niedriger Wärmeleitfähigkeit wie etwa Wasser, dem Hauptbestandteil des menschlichen Körpers (4286 J/kg K).

### Kontaktzeit und Gewichtsverteilung
Ein weiterer wichtiger Faktor ist die Kontaktzeit von Füßen und Glut: idealerweise geht der Feuerläufer zügig über die Glut, so dass die Füße bei jedem Schritt den heißen Boden nur kurz (weniger als eine halbe Sekunde) berühren. So wie zu langsames Gehen die Gefahr von Verbrennungen erhöht, sollte man andererseits aber auch unter keinen Umständen laufen oder gar rennen. Hierdurch würde das Körpergewicht zwangsläufig auf die Zehenspitzen und Fußballen verlagert werden, was zur Folge hätte, dass bei gleicher Masse (des Körpers) eine kleinere Fläche des Fußes mit den glühenden Kohlen in (intensiveren) Kontakt käme. Zudem ist in der Regel die Haut an und zwischen den Zehen aufgrund der geringeren Verhornung deutlich empfindlicher. 

### Lokales Löschen des Feuers durch Sauerstoffentzug
Wegen des Blockierens der Sauerstoffzufuhr durch den Fuß wird die Verbrennung kurzfristig unterbrochen, sodass momentan keine neue Hitze mehr entsteht. Durch den Wärmeaustausch der Glut mit dem Fuß fällt außerdem die Temperatur der Kohle unter den Flammpunkt, so dass die Verbrennung auch nach Ende des Kontaktes nicht sofort wieder einsetzt. Das bewirkt, dass der Feuerläufer „kalte Fußspuren“ hinterlässt. Während eines Feuerlaufrituals, bei dem im Kreise über den Glutteppich getanzt wird, wird die Glut auch mit der Zeit ausgetreten, sodass Feuerläufer üblicherweise am Anfang schnell darüber tanzen und dann bei niedrigerer Temperatur immer längere Kontaktzeiten haben.

## Gefahr durch Verbrennungen
Untersuchungen zeigten, dass die Temperaturen beim Feuerlauf an den Füßen 50 bis 200 Grad Celsius betragen und dass die nur kurze Kontaktierung der Glut unproblematisch ist. Bei zu langem Kontakt kann es hingegen zu schweren Verbrennungen bis 3. Grades und zu großen, sehr schmerzhaften Brandblasen kommen.
Am 14. Juni 2022 verletzten sich 25 Teilnehmer eines Feuerlaufs auf der Halbinsel Au am Zürichsee. 13 von ihnen mussten aufgrund schwerer Brandverletzungen ins Spital eingeliefert werden.